# Вставні нейрони спинного мозку
Вставні́ (проміжні́) нейро́ни спинного мозку являють собою досить різноманітну групу інтернейронів (типу нервових клітин). Вони мають синтетичні контакти тільки з іншими нейронами і становлять переважну більшість нервових елементів спинного мозку. Загальними властивостями інтернейронів є їхній ще менший ніж у γ-мотонейронів, розмір, майже повна, відсутність слідів гіперполяризації, що дозволяє їм генерувати збудження із частотою понад 1000 імп/с. Навіть у відповідь на поодинокі подразнення інтернейрони звичайно відповідають ритмічним розрядом. До інтернейронів належать гальмівні клітини Реншоу, які, як правило, активуються аферентними волокнами від м'язових рецепторів.
До вставних нейронів спинного мозку належать клітини, які у залежності від ходу відростків поділяються на: спінальні, відростки яких галузяться в межах декількох суміжних сегментів, і інтернейрони, аксони яких проходять через декілька сегментів або навіть з одного відділу спинного мозку в інший, утворюючи власні пучки спинного мозку